# Eugen Pusić
Eugen Pusić (Zagreb, 1. srpnja 1916. – Zagreb, 20. rujna 2010.) hrvatski akademik i profesor Sveučilišta u Zagrebu

## Životopis
Diplomirao je na Pravnome fakultetu Sveučilišta u Zagrebu i doktorirao 1939.
Nakon doktorata postaje pripadnikom Kraljevske jugoslavenske vojske 18. studenog 1939. Pohađa školu za pričuvne časnike od 18. siječnja do 14. kolovoza 1940. u Beogradu i Bitolju. Od 18. travnja 1941., osam dana nakon uspostava Nezavisne Države Hrvatske, Pusić se pridružuje Domobranstvu. Dana 12. srpnja 1941. promaknut je u čin častničkog namjestnika, a 30. rujna iste godine u čin nadporučnika. U Domobranstvu je služio kao časnik sudac. Pusić ostaje u domobranskoj službi sve do sloma NDH.
Vesna Pusić, njegova kćer, navodi kako je kao domobranski časnik samo radio svoj posao i bio također ilegalac i pripadnik antifašističkog pokreta. Činjenica je da je Eugen Pusić bio u sudstvu kvislinške tvorevine NDH pod čijom su rukom stradale tisuće žrtava. Navodno ga je od partizanskog pogubljenja spasio general Ivan Rukavina koji je bio svjestan njegovog pripadanja antifašističkom pokretu.
Na Pravnome fakultetu Sveučilišta u Zagrebu predavao je Znanost o upravi. Izabran je za izvanrednoga člana JAZU 1975. godine, a za redovitoga 1983. godine.
Jedan je od zaslužnih za osnivanje Studijskoga centra za socijalni rad, gdje se obrazuju socijalni radnici.
Nekoliko je puta bio ekspertom Ujedinjenih naroda za socijalna pitanja, te savjetnikom glavnoga tajnika OUN za ustroj tehničke pomoći u socijalnim službama (1964. – 1965.).
Bio je članom Izvršnoga odbora (1956. – 1960.), dopredsjednikom (1960. – 1964.) i predsjednikom (1964. – 1968.) Međunarodnoga vijeća za socijalnu skrb (engl. International Council on Social Welfare).

## Vanjske poveznice
- Info.hazu.hr:Biografija